# 布萊頓 (印第安納州)
布萊頓（英語：Brighton）是位於美國印地安納州拉格蘭奇縣的一個非建制地區。該地的面積和人口皆未知。

## 歷史
該地區最早被稱爲萊辛頓（Lexington），以現名成立於1836年。該地區一個名爲布萊頓的郵局在1837年開始運作，1911年停止運作。